# Правоохранительные органы Великобритании

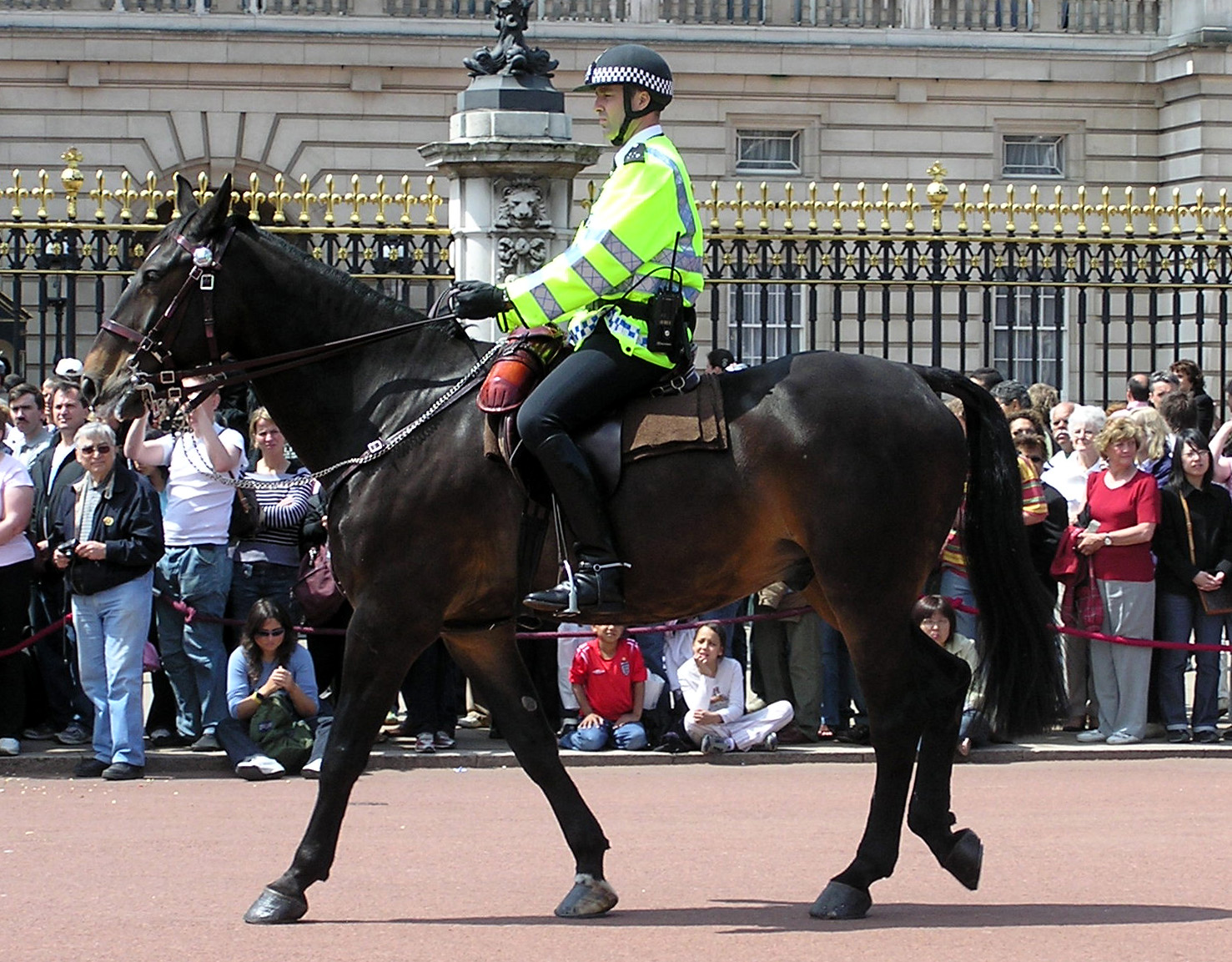
Конный офицер столичной полиции перед Букингемским дворцом, Лондон

Правоохранительные органы Великобритании организованы раздельно на территории каждой отдельной правовой системы Соединённого королевства: Англии и Уэльса, Северной Ирландии (Полиция Северной Ирландии) и Шотландии (Полиция Шотландии). Большая часть обязанностей по поддержанию правопорядка лежит на сотрудниках полиции территориальных полицейских служб (также — «территориальные силы полиции»), относящихся к одной из упомянутых юрисдикций. В дополнение к этим территориальным службам существуют и общебританские агентства, такие как Национальное криминальное агентство, а также специализированные подразделения, являющиеся частью некоторых территориальных полицейских сил, например Управление специальных операций Службы столичной полиции.
Сотрудники полиции имеют ряд полномочий для осуществления своих обязанностей. Их основными обязанностями являются защита жизни и имущества, поддержание порядка, а также профилактика правонарушений и обнаружение преступной активности.

## История

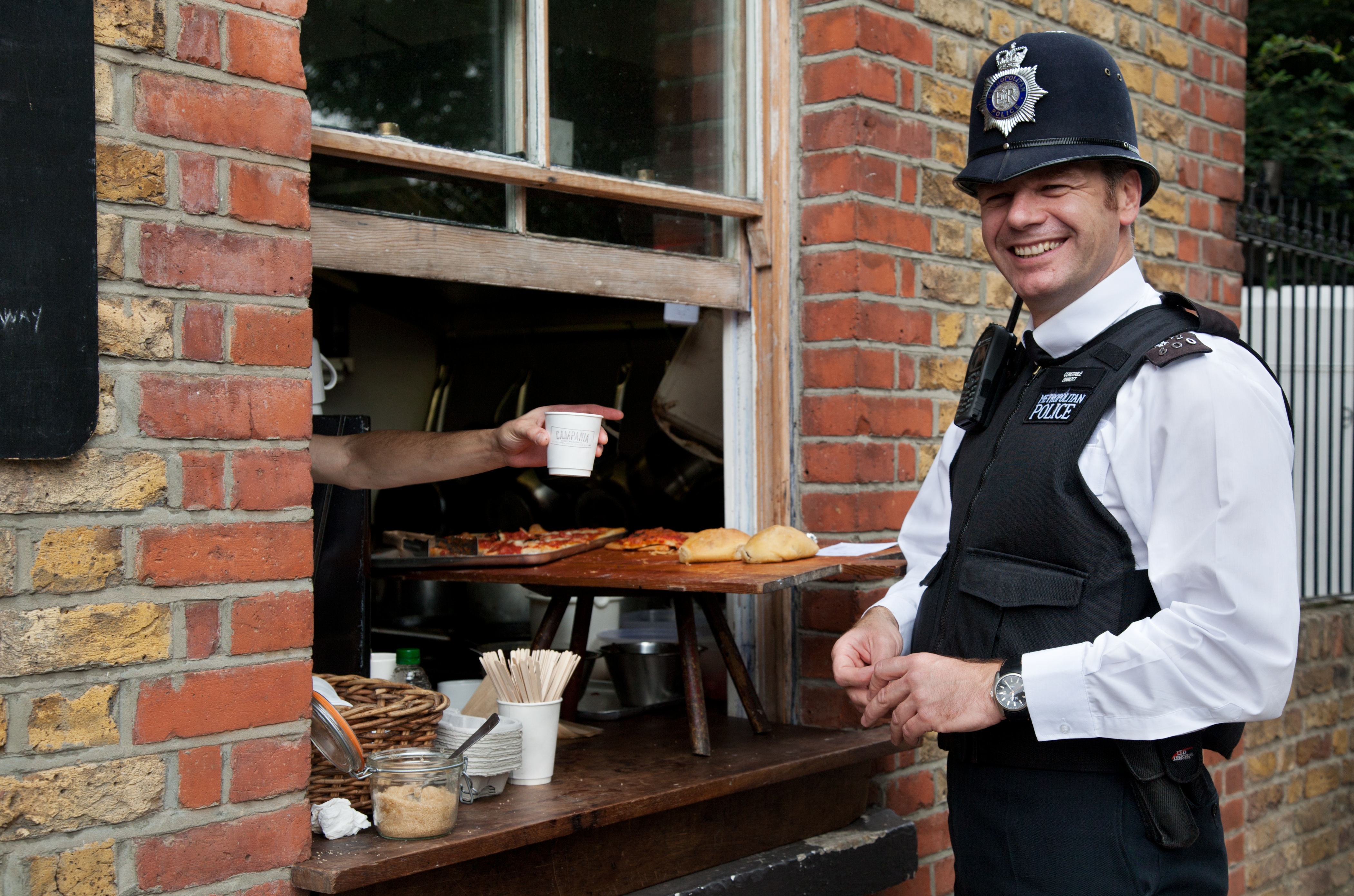
Сотрудник полиции Англии во время обеденного перерыва

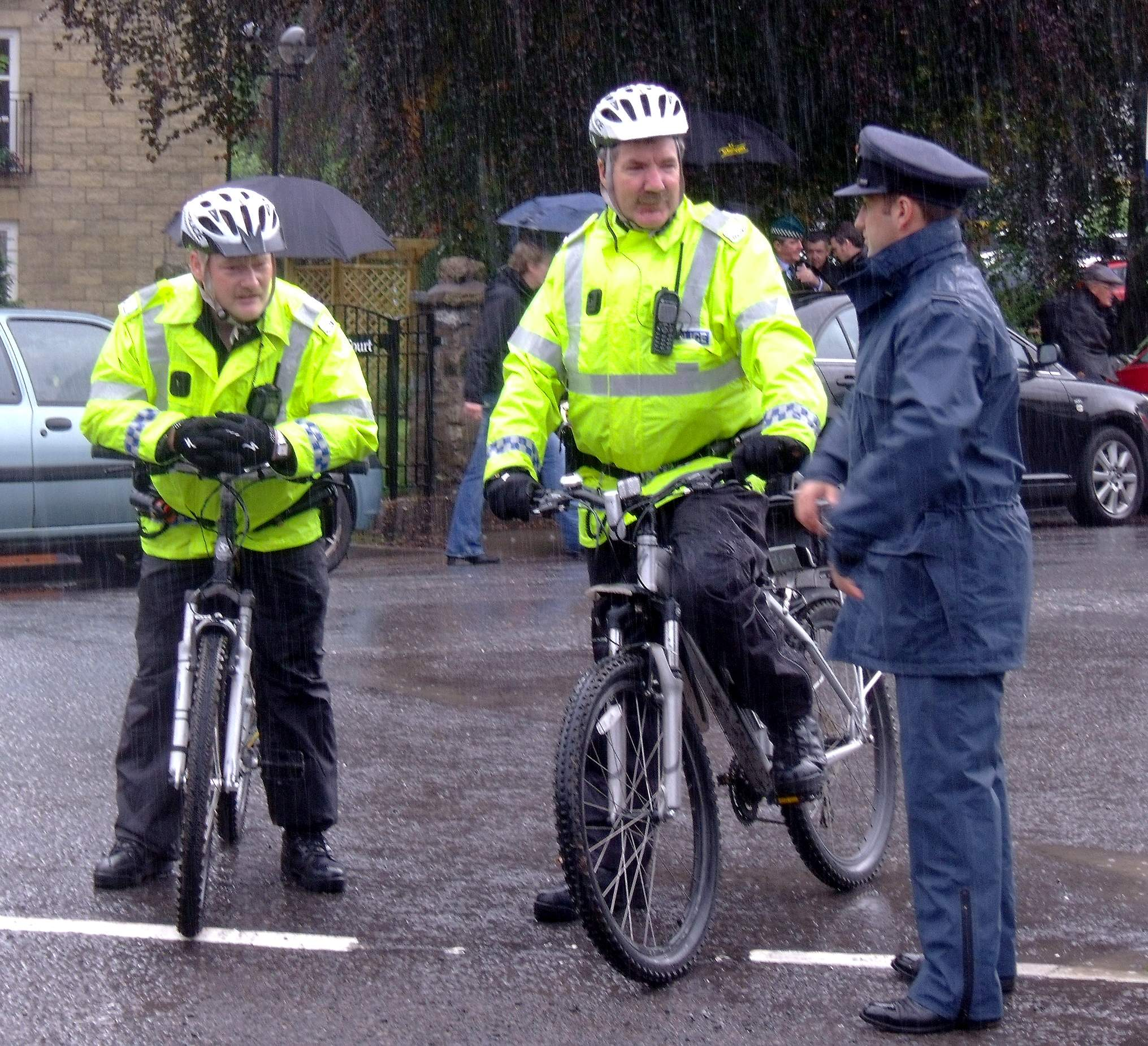
Полицейские Шотландии на велосипедах

До XIX века в Британии не существовало централизированной системы общественного правопорядка — эта функция была возложена на местные общины со своими дозорными и констеблями; правительство не принимало в этом прямого участия. Первой профессиональной полицией стала Городская полиция Глазго, сформированная согласно Акту парламента 1800 года.  Население Лондона к тому времени составляло почти два с половиной миллиона жителей, на которых приходилось лишь 450 констеблей и 4 500 ночных дозорных. Концепция профессиональной полиции была представлена сэром Робертом Пилем во время его деятельности в роли министра внутренних дел в 1822 году. Акт Пиля о столичной полиции 1829 года положил начало полноценной профессиональной и централизованной полиции на территории Большого Лондона, которая ныне известна как Служба столичной полиции. В 1830-е годы было принято множество законодательных актов, вводивших полицию во многих районах и графствах, и наконец в 1850-е полиция стала общенациональным явлением.
Сэр Роберт Пиль разработал философию этики поведения для полицейских, известную как «Принципы Пиля». Некоторые из них:
- Каждому сотруднику полиции должен быть выдан собственный идентификационный номер для учета совершаемых действий и повышения ответственности
- Эффективность полиции оценивается не количеством арестов, а отсутствием преступлений
- Доверие и одобрение общественности превыше всего

Девять принципов ведения полицейской деятельности были закреплены в «Общей инструкции», выдаваемой каждому новому офицеру столичной полиции с 1829 года. Однако в Министерстве внутренних дел считают, что настоящими авторами этого списка скорее являются Чарльз Роуэн и Ричард Мейн — первые комиссары столичной полиции.
Историк Чарльз Рейт констатирует в своем «Новом исследовании истории полиции» (1956), что эти философские принципы охраны правопорядка являются «уникальным историческим и мировым примером, ведь их истоком является не страх, а кооперация общества с полицией, опирающейся на ответственное поведение, закрепляющее общественное одобрение, уважение и привязанность». Этот подход стал известен как «Согласие на охрану правопорядка» (англ. Policing by consent).
Первые женщины-полицейские появились во время Первой мировой войны.
C 1940-х годов британская полиция была значительно централизована и модернизирована. 
В 1968 году для поиска и обнаружения наркотиков британская полиция начала использовать собак (после того, как первые шесть охотничьих собак лабрадоров в короткие сроки 364 раза выявили наркотические вещества властями было принято решение увеличить количество собак-ищеек).
Начиная с 2000-х годов в результате процесса деволюции, функции охраны порядка в Великобритании были переданы в управление составляющих Соединенное королевство административно-территориальных автономий.

## Юрисдикции и территории

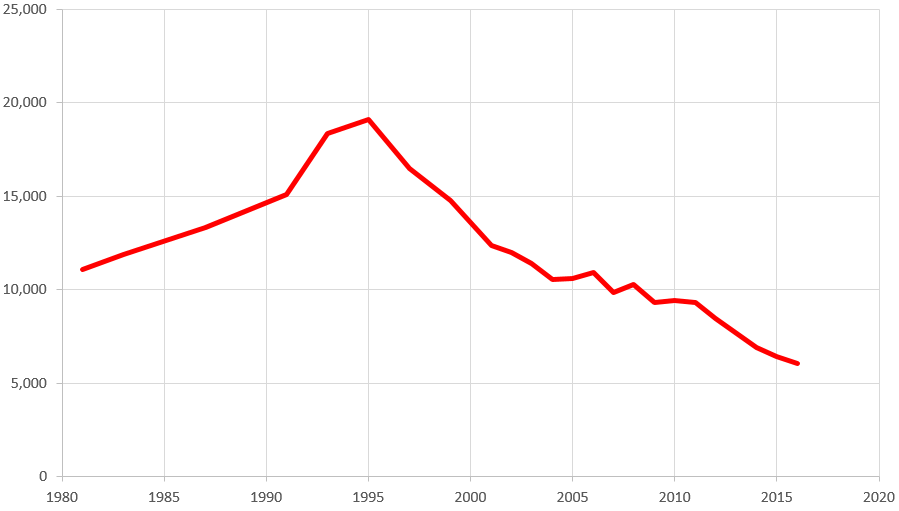
Уровень преступности в Англии и Уэльсе (в тыс.)

В Британии, каждый человек обладает ограниченным правом ареста при обнаружении им совершаемого преступления: в общем праве Шотландии, а также Англии и Уэльса они называются «гражданскими арестами». В Англии и Уэльсе большинство давших присягу констеблей обладают полным правом ареста и дознания в соответствии с «Актом о полиции и даче показаний по уголовным делам» 1984 года. Констеблями в этом законе именуются все сотрудники полиции вне зависимости от ранга. Хотя сотрудники полиции и обладают широким спектром полномочий, будучи членами общества они, как и прочие, обязаны соблюдать закон.

### Типы правоохранительных агентств
- Территориальные полицейские службы. Сюда относятся основные силы полиции.
- Национальные правоохранительные агентства, в том числе Национальное криминальное агентство и Британская транспортная полиция[англ.] (последняя — лишь на территории Англии, Шотландии и Уэльса).
- Прочие полицейские службы, зачастую берущие истоки в более старых законодательных актах или общем праве.

### Полномочия на территории других юрисдикций
При нахождении на территории одной из британских юрисдикций, но вне юрисдикции, в которой они проходили аттестацию, констебли территориальной полиции имеют полномочия на арест в следующих случаях:
- арест при наличии ордера;
- арест без ордера на территории другой юрисдикции за правонарушение, совершенное в юрисдикции констебля;
- арест без ордера на территории другой юрисдикции за правонарушение, совершенное в этой юрисдикции;
- оказание помощи в общем расследовании.

## Полномочия сотрудников

### Констебли территориальной полиции

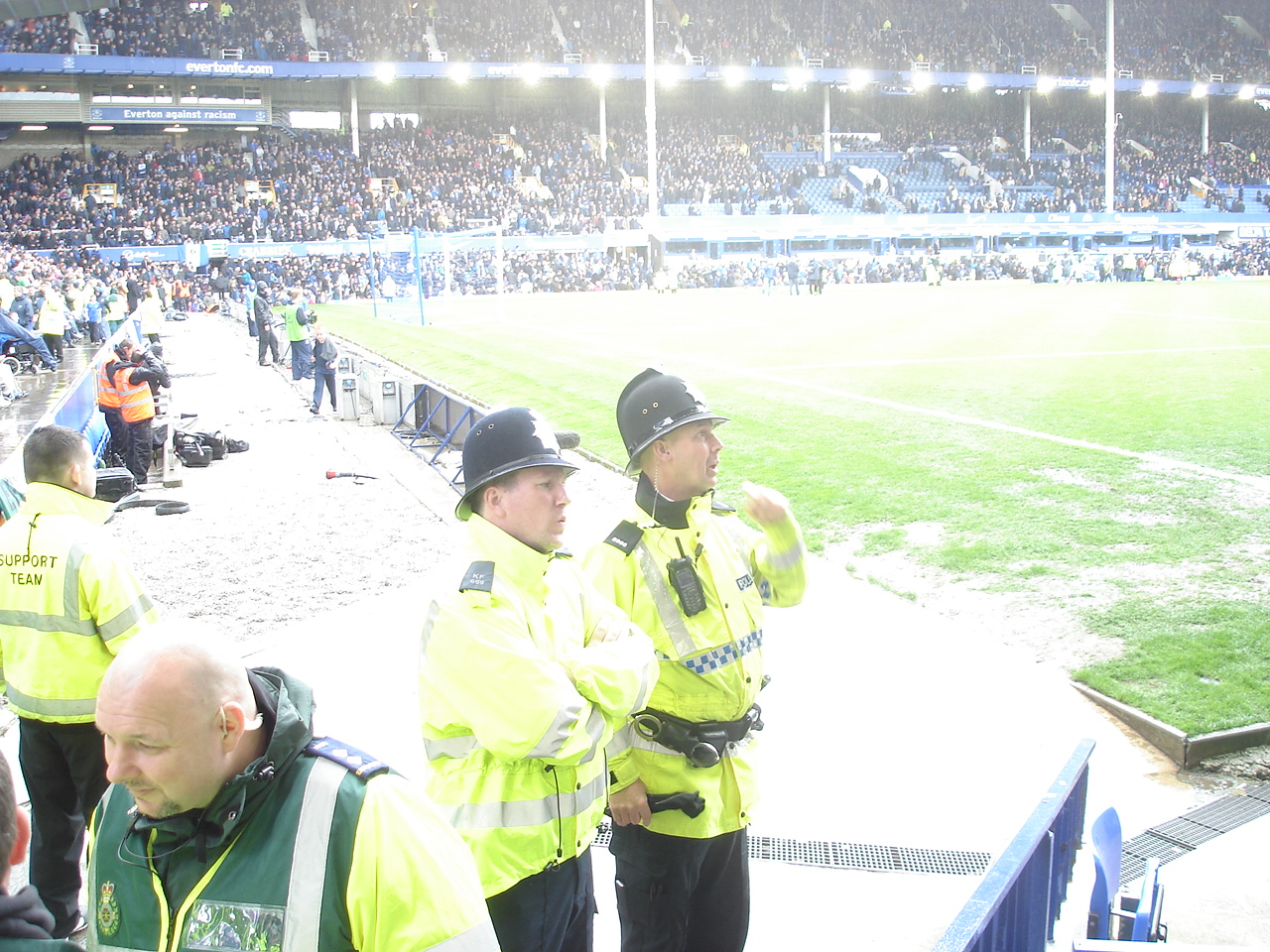
Офицер столичной полиции вместе с офицером полиции Мерсисайда во время футбольного матча между Эвертоном и Вест Хэм Юнайтед в Гудисон Парке

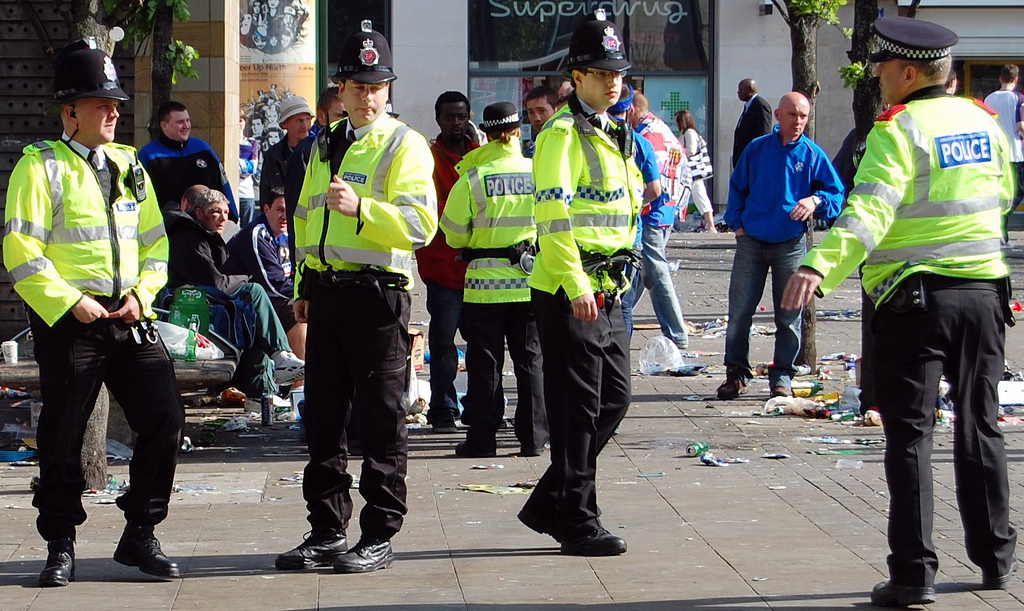
Констебли полиции и инспектор полиции Большого Манчестера в центре Манчестера после беспорядков на финале кубка УЕФА 2008

Большинство констеблей относятся к территориальным отделам полиции. Перед несением службы в качестве констебля и получением каких бы то ни было полномочий, гражданин должен сделать декларацию; хотя и сейчас её иногда называют «полицейской клятвой», сейчас эта процедура проходит в качестве аттестации (в Англии и Уэльсе, а также Северной Ирландии) или декларации (в Шотландии). Она проходит в присутствии городских чиновников и обычно сопровождается выдачей именного жетона. После этого констебли получают всю полноту полномочий и привилегий, обязанностей и ответственностей в одной из трёх правовых систем — Англии и Уэльсе, Шотландии или Северной Ирландии, а также в их соответствующих территориальных водах.

### Прочие констебли
Должность констебля существует не только в силах территориальной полиции. Наиболее примечательными примерами являются служащие специальных сил полиции: транспортной полиции, полиции Министерства обороны, а также гражданской ядерной полиции. Сотрудники подобных структур имеют полномочия согласно выполняемой ими работе.

### Члены вооруженных сил
Применимо лишь к Северной Ирландии: члены Вооружённых сил Его Величества имеют полномочия останавливать людей или транспортные средства, арестовывать и удерживать людей до трёх часов, а также входить в здания с целью поддержания мира или для поиска похищенных людей. Кроме того, офицеры могут перекрывать дороги. Для исполнения своих полномочий им позволено применять силу.